# Palacio Módena (Beatrixgasse)
El palacio Modena (en alemán Modenapalais) era un palacio situado en Viena, que fue la residencia en la ciudad de los archiduques de Austria-Este, soberanos del ducado de Módena.

## Historia

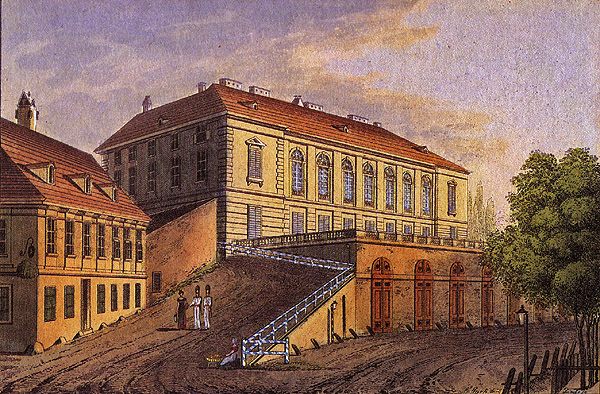
El palacio Módena en la década de 1820, siendo aún residencia de María Beatriz de Este.

En el siglo XVII la zona de Viena en la que se encontraba el palacio era una zona de viñedos. El palacio se elevó sobre distintos terrenos. El principal terreno en el que se asentaría posteriormente el palacio perteneció hasta 1755 a distintas familias como los Stockhammer y los Harrucker. Estas familias construyeron un edificio palaciego de una planta en el terreno. En 1790 los Stockhammer vendieron la propiedad a la princesa Leonor de Oettingen-Oettingen y Oettingen-Spielberg, viuda del príncipe Carlos Borromeo de Liechtenstein. En 1806, la princesa vendió el palacio a María Beatriz de Este, duquesa de Massa y Carrara, viuda del archiduque Fernando de Austria, gobernador del Milanesado. A partir de entonces, el palacio permaneció en manos de los Austria Este, de los que María Beatriz y Fernando fueron fundadores. Esta rama de la casa de Austria conservó la soberanía del ducado de Módena hasta 1859. Tras la compra del palacio en 1806 y hasta 1810, el arquitecto de corte de María Beatriz de Este, Alois Pichl realizó distintas ampliaciones y sistematizaciones del palacio para adecuarlo al rango de su nueva propietaria. En 1875 tras la muerte sin descendencia del último duque de Módena, Francisco V, el palacio pasa al archiduque Francisco Fernando, a quien el emperador Francisco José había asignado el título y la herencia de los Austria-Este. La viuda de Francisco V de Módena, Aldegunda de Baviera conservó el derecho de residir en el palacio, aunque prefirió vivir en Munich.

## Descripción

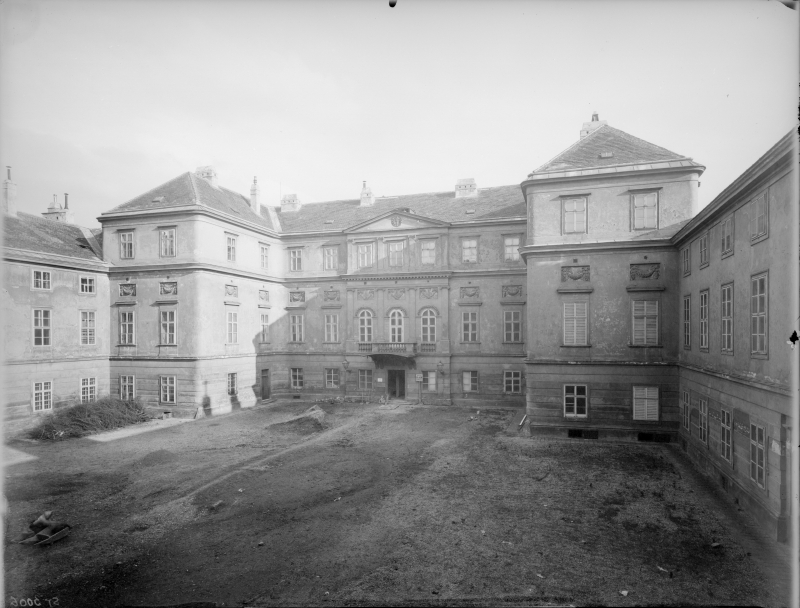
Vista del cuerpo principal del palacio desde un ángulo de la cour d'honneur. (Hacia 1916)

Tras las reformas de Alois Pichl, el palacio se componía de un cuerpo principal, con dos alas laterales extendidas hacia una cour d'honneur que se cerraba, del lado de la Beatrixgasse por un cuerpo de tres pisos alto y estrecho. Las habitaciones principales de los archiduques se encontraban en el cuerpo principal, que contaba con vistas al inmenso jardín (cuya extensión corresponde al actual Modenapark) El resto del palacio se encontraba destinado a las habitaciones de los integrantes de la casa de los archiduques y a sus servidores.